# Zone spéciale de Xaysomboun
La zone spéciale de Xaysomboun est une ancienne subdivision du Laos créée en 1994 et dissoute en 2006. Elle était constituée de la partie nord de l'ancienne province de Vientiane (divisée en 1989) et d'un petit bout de la province de Xieng Khouang. Cette zone montagneuse est peuplée majoritairement de minorités Hmong et Khmu. Cette « province spéciale » avait été créée pour mieux contrôler et isoler ces populations, anciennes alliées de la France puis des États-Unis lors de la guerre secrète au Laos du temps de la guerre du Viêt Nam.
La Zone spéciale de Xaysomboun a été dissoute le 13 janvier 2006 ; son territoire a été réaffecté aux provinces de Vientiane et Xieng Khouang. Le lieu est l'objet d'un conflit entre la population Hmong et le gouvernement communiste, ce dernier étant accusé par des ONG et des journalistes d'exterminer les communautés Hmong vivant dans la jungle (voir conflit hmong).
En 2013, la province de Xaisomboun est créée à partir des territoires de la zone spéciale.